# Rawson

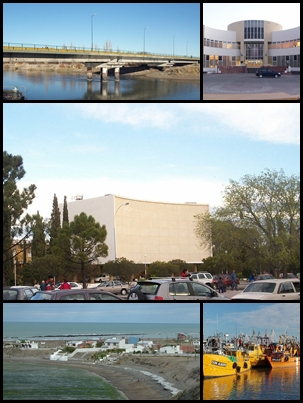
Montagem da cidade de Rawson

Rawson é um município da Argentina, capital da província de Chubut. Possui 22 mil habitantes em 2005. Dista apenas 19 quilômetros da cidade de Trelew que, juntamente com Comodoro Rivadavia, são os principais centros urbanos da província.

## Etimologia
Seu nome homenageia o argentino da província de San Juan Guillermo Rawson, ministro do interior de então, que favoreceu a imigração de galeses para a província patagônica do Chubut.